# Francesco Landi Pietra
Francesco Landi Pietra (ur. 9 lipca 1682 w Piacenzy, zm. 11 lutego 1757 w Rzymie) – włoski duchowny katolicki, arcybiskup Benewentu, kardynał.

## Życiorys
Pochodził z arystokratycznego rodu. Święcenia kapłańskie przyjął 8 września 1741. 18 września 1741 został wybrany arcybiskupem Benewentu. Sakrę otrzymał 12 listopada 1741 w Rzymie z rąk papieża Benedykta XIV (współkonsekratorami byli biskupi Nicola Saverio Santamaria i Nicola de Simone). 17 stycznia 1752 zrezygnował z kierowania archidiecezją.
9 września 1743 Benedykt XIV wyniósł go do godności kardynalskiej, a 15 czerwca 1744 nadał mu tytuł kardynała prezbitera Sant’Onofrio. 13 września 1745 otrzymał od tego samego papieża nowy kościół tytularny – kościół św. Jana w Łacińskiej Bramie. W latach 1754–1755 sprawował urząd prefekta Kongregacji Indeksu. Od stycznia 1755 do śmierci pełnił funkcję Kamerlinga Świętego Kolegium Kardynałów.